# Chalcosyrphus violovitshi
Chalcosyrphus violovitshi är en tvåvingeart som först beskrevs av Bagatshanova 1985.  Chalcosyrphus violovitshi ingår i släktet mulmblomflugor, och familjen blomflugor. Inga underarter finns listade i Catalogue of Life.